# How to Talk to Girls at Parties
„How to Talk to Girls at Parties” („Cum să vorbești cu fetele la petreceri”) este o povestire științifico-fantastică din 2006 scrisă de Neil Gaiman.

## Rezumat
Povestea este despre un cuplu de adolescenți  britanici din anii 1970, Enn și Vic, care merg la o petrecere pentru a se întâlni cu fete, doar pentru a descoperi că fetele sunt foarte diferite de așteptările băieților.
Enn este un băiat timid, pe care Vic îl încurajează să vorbească cu fetele pur și simplu. În timp unei petreceri, Enn începe să discute cu trei fete foarte frumoase dar ciudate. Pe măsură ce se concentrează în a "face o mișcare" în privința fetelor, este dezvăluit cititorului că acestea sunt de pe o altă planetă. Povestirea este, de asemenea, plină de umor.
În 2007 a fost nominalizată la Premiul Hugo pentru cea mai bună povestire și a câștigat Premiul Locus pentru cea mai bună povestire.

## Ecranizare
Un film artistic britanico-american a apărut în 2017, realizat de See-Saw Films în regia lui John Cameron Mitchell, cu un scenariu de Philippa Goslett și John Cameron Mitchell. Actorii principali sunt  Elle Fanning, Alex Sharp, Nicole Kidman, Ruth Wilson și Matt Lucas.